# Суха Гора (Логойський район)
Суха Гора (біл. вёска Сухая Гара) — село в складі Логойського району Мінської області, Білорусь. Село підпорядковане Білоруцькій сільській раді, розташоване в північній частині області.